# S/2004 S6

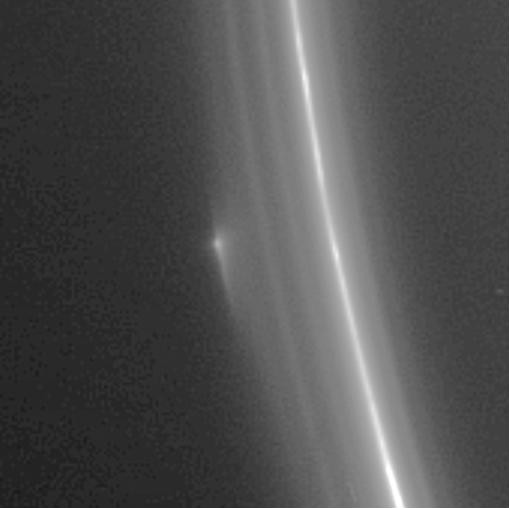
Afbeelding waarop S/2004 S6 te zien is, een maan van Saturnus. Op 21 juni 2005 gemaakt door Cassini-Huygens

S/2004 S 6 is een maan van Saturnus. De maan is ongeveer 6-8 kilometer in doorsnede en draait om Saturnus in 0,622 dagen.